# Sphinctomyrmex turneri
Sphinctomyrmex turneri é uma espécie de formiga do gênero Sphinctomyrmex.